# Quand l'amour appelle
Pour plus de détails, voir Fiche technique et Distribution.
Quand l'amour appelle (Love Comes Along) est un film américain réalisé par Rupert Julian et sorti en 1930.
Une copie partielle a été conservée à la Bibliothèque du Congrès.

## Fiche technique
- Titre original : Love Comes Along
- Titre français : Quand l'amour appelle
- Réalisation : Rupert Julian
- Scénario : Wallace Smith, d'après la pièce Conchita d'Edward Knoblock.
- Photographie : J. Roy Hunt
- Costumier et directeur artistique : Max Rée
- Directeur musical : Victor Baravalle
- Genre : Romance[2]
- Production : RKO Productions
- Montage : Archie Marshek
- Durée : 72 minutes
- Date de sortie : 5 janvier 1930 ( États-Unis)

## Distribution
- Bebe Daniels : Peggy
- Lloyd Hughes : Johnny
- Montagu Love : Sangredo
- Ned Sparks : Happy
- Lionel Belmore : Brownie
- Alma Tell : Carlotta
- Evelyn Selbie : Bianca
- Sam Appel : Gómez